# Trimipramina

Estructura de la trimipramina

La trimipramina es un antidepresivo tricíclico, que es utilizado en el tratamiento de depresión mayor endógena y depresión reactiva exógena ya que actúa mejorando la neurotransmisión serotonérgica y dopaminérgica.Su fórmula molecular es C20-H26-N2. Es conocido con el nombre comercial de Surmontil.

## Descripción
La trimipramina es un antidepresivo tricíclico que  alivia los síntomas de depresión.
Su mecanismo de acción no inhibe la recaptación de noradrenalina.
Tiene propiedades sedantes quizá por un componente histaminérgico y propiedades anticolinérgicas, centrales y periféricas. Además, potencia la respuesta simpática.
En los ensayos clínicos, la terapia con trimipramina no se asoció con un aumento de la tasa de elevaciones en los niveles séricos de aminotransferasa.   La trimipramina se metaboliza en parte por el hígado pero no se ha relacionado con interacciones farmacológicas significativas ni con casos de lesión hepática aguda clínicamente aparente.
La presentación  es en cápsulas para administrarse por vía oral.En caso de  depresiones menores, estados psicosomáticos, o trastornos de sueño y de ansiedad, se recomienda una única toma diaria de entre 12,5 mg y 50 mg.  En caso de una depresión severa, se recomiendan tres tomas diarias con un total de entre 300 mg y 400 mg al día.
No debe utilizarse durante el embarazo, lactancia o la conducción de vehículos. Aumenta su toxicidad si es administrada con fluoxetina o fluvoxamina, por eso no se  administra ningún IMAO dos semanas antes o después de usar trimipramina.Estudios epidemiológicos han identificado un incremento del riesgo de diabetes mellitus en pacientes con depresión que reciben antidepresivos tricíclicos.
La trimipramina se absorbe rápidamente tras la administración oral. Se llega a concentraciones plasmáticas máximas a las dos horas después de la ingesta. Su vida oscila entre 9 y 11 horas. Se metaboliza en el hígado a su principal metabolito, desmetiltrimipramina que es un metabolito activo. Se excreta en orina principalmente como metabolitos. Se une extensamente a proteínas plasmáticas. Atraviesa la barrera hematoencefálica y la placenta. 
Hay que esperar como mínimo un mes para poder sentir algún efecto y nunca se debe dejar de golpe porque genera síndrome de abstinencia.

## Indicación terapéutica
La trimipramina es un antidepresivo tricíclico que  alivia los síntomas de depresión, tanto en pacientes con depresión neurótica o de situación como en aquellos con depresión mayor y endógena. Se utiliza en estados depresivos de todo tipo, trastornos psicosomáticos de fondo depresivo y estados de ansiedad y alteraciones del sueño.

## Contraindicaciones
Nunca debe usarse en los siguientes casos:
- Tratamiento de niños y adolescentes menores de 18 años.
- Embarazo y lactancia.
- Hipersensibilidad al principio activo, a otros antidepresivos tricíclicos o a alguno de los excipientes.
- Riesgo conocido de glaucoma de ángulo agudo.
- Riesgo de retención urinaria ligada a problemas uretroprostáticos.
- Infarto de miocardio reciente.
- Asociación con Inhibidores irreversibles de la Monoamino Oxidasa (IMAO) (iproniazida) y/o sultoprida.
- Ingestión de alcohol.
- Uso de carbamazepina por el riesgo de crisis convulsivas generalizadas.
- Asociación con clonidina, guanetidina y similares.

## Efectos adversos
Los efectos secundarios más comunes suelen ser dolor de cabeza, insomnio, diarrea, náuseas, vómitos, fatiga, somnolencia, aumento de peso y posibles disfunciones sexuales.
Además, posible pérdida de peso, hipertrofia mamaria o ginecomastia, galactorrea, sofocos, reacciones cutáneas alérgicas, problemas hematológicos, síncopes, boca seca, retención urinaria, problemas de acomodación ocular, estreñimiento, taquicardia, hipotensión ortostática,  sedación, elevación de la inhibición psicomotriz y cambio del humor con aparición de episodios maníacos.
Otros efectos secundarios más raros incluyen arritmias cardíacas, retención urinaria, síndrome de serotonina aguda e ideación suicida.
Existe un mayor riesgo de fracturas óseas en pacientes mayores de 50 años.
El más grave de todos los efectos secundarios adversos, y también el menos usual, es el mayor riesgo suicida.